# Bitwa pod Trnawą
Bitwa pod Trnawą lub Bitwa pod Nagyszombat – bitwa w rejonie miasta Trnawa w dzisiejszej  południowo-zachodniej Słowacji, która miała miejsce w dniach 23, 25 i 28 kwietnia 1430 roku, w okresie wojen husyckich. 
Latem 1430 roku 10 000 husytów z Moraw pod dowództwem Velka Koudelníka z Březnic zaatakowało Węgry. W ówczesnym powiecie pozsońskim husyci splądrowali i spalili ok. 100 wiosek. Przeciwko Koudelníkowi stanęła armia pod dowództwem cesarza Zygmunta i jego zaufanego Ścibora ze Ściborzyc. Armię tworzyli żołnierze węgierscy i siedmiogrodzcy oraz Serbowie. Kolejna armia pod wodzą Jana Mátika z Tolovca składała się z czeskich rojalistów. Mátik był zazdrosny o zaufanie, jakim cesarz darzył Ścibora. Podczas bitwy wojska Ścibora  i siły węgiersko-serbskie zaatakowały husytów, ale Mátik i rojaliści celowo opóźnili atak. Koudelník zginął w bitwie, lecz armia Zygmunta została zmuszona do ucieczki. 
W bitwie zginęło 6000 żołnierzy cesarza Zygmunta oraz 8000 husytów. W 1431 r. armia husycka ponownie zaatakowała Górne Węgry, ale Miklós Rozgonyi pokonał husytów w bitwie pod Ilavą. 